# Muntura Minolta V (Vectis S)
La muntura Minolta V (Vectis S), introdüida el 1996 per Minolta, esta dissenyada pel seu ús amb càmeres SLR de pel·lícula APS, com la Minolta Vectis S-1, la primera de la sèrie. Les càmeres presenten un disseny compacte, a causa de l'ús de miralls en lloc de prismes al visor.
La muntura té una distància focal de brida de 38mm.
L'obertura i l'enfocament són controlats electrònicament per la càmera i disposa d'opcions totalment automàtiques d'exposició.

## Esquema de noms de les càmeres amb muntura V
La Vectis S-1 va ser la primera reflex APS del mercat, fins a finals de 1996, que va tenir un competidor de Canon, la EOS IX i el 1998 de Nikon, la Pronea.
| Model         | Any  |
| ------------- | ---- |
| Vectis S-1    | 1996 |
| Vectis S-100  | 1997 |
| Vectis RD3000 | 1998 |

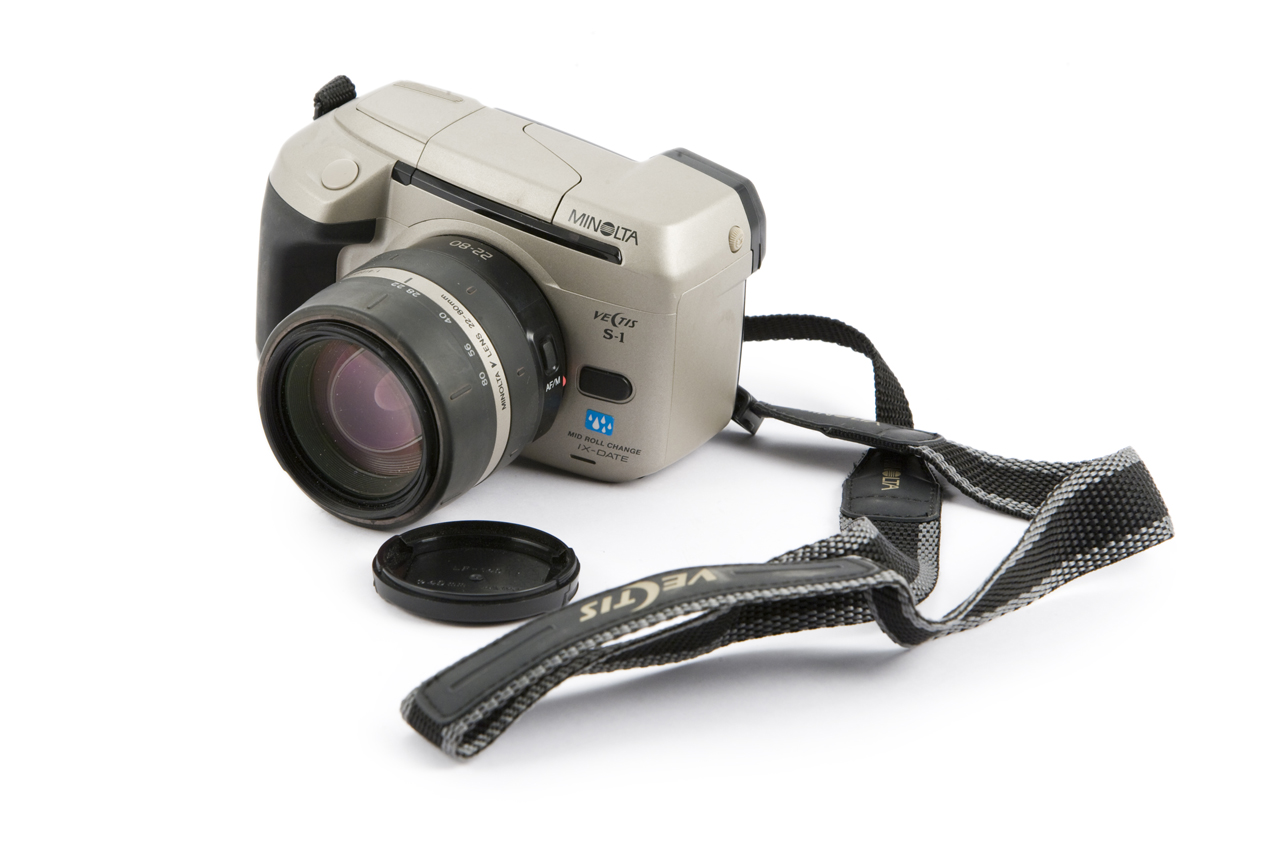
Minolta Vectis S-1

La marca Vectis també es va usar en diverses càmeres impermeables de telèmetre APS, com la sèrie Vectis Weathermatic les quals constaven de zoom i les Vectis GX que incorporaven lents fixes.
| Model                    | Zoom           |
| ------------------------ | -------------- |
| Vectis Wheatermatic Zoom | 30-50mm (1.6X) |
| Vectis GX1               | 27mm           |
| Vectis GX2               | 27mm           |
| Vectis GX3               | 27mm           |
| Vectis GX4               | 27mm           |

També es va usar en càmeres compactes amb zoom, on en els primers models el numero representaven el rang de zoom.
| Model        | Zoom |
| ------------ | ---- |
| Vectis 25    | 2.5X |
| Vectis 30    | 3.0X |
| Vectis 40    | 4.0X |
| Vectis 100BF | 2.5X |
| Vectis 200   | 1.4X |
| Vectis 260   | 2.6X |
| Vectis 300   | 2.9X |
| Vectis 300L  | 2.9X |
| Vectis 2000  | 2.0X |
| Vectis 3000  | 3.0X |

Llavors hi havia la Vectis UC, la qual tenia una lent fixa de 24 mm f/4.
Aquests models de càmeres no inclouen el prefix S ja que es reserva per la sèrie SLR.

## Sigles
Igual que tots els altres fabricants d'objectius, Minolta també usa un conjunt de sigles per a designar aspectes bàsics de cada objectiu, per a indicar des de quina mena de cos és l'ideal per a muntar-ho fins a característiques de fabricació:
- APO: Incorpora lents especials de baixa dispersió per a corregir aberracions cromàtiques[9]
- Reflex: Objectiu catadiòptric[10]
- RD: Objectiu dissenyat per a la Minolta RD3000

## Objectius

### Fixos
El 17mm originalment venia en un conjunt amb la Minolta RD3000, l'unica SLR digital de la sèrie que es va construir al voltant de la mateixa muntura Vectis. El 17mm és una lent sòlida, totalment metàl·lica, molt diferent a totes les altres lents de plàstic de la sèrie.
| Distància focal | Obertura | Focal equivalent en 35mm | Distància mínima d'enfoc | Diametre de filtre |
| --------------- | -------- | ------------------------ | ------------------------ | ------------------ |
| 17mm            | 3.5      | 21mm                     | 0.26m                    | 62mm               |
| 50mm            | 3.5      | 63mm                     | 0.23m                    | 46mm               |
| 400mm           | 8.0      | 500mm                    | 3.00m                    | 72mm               |

### Zoom

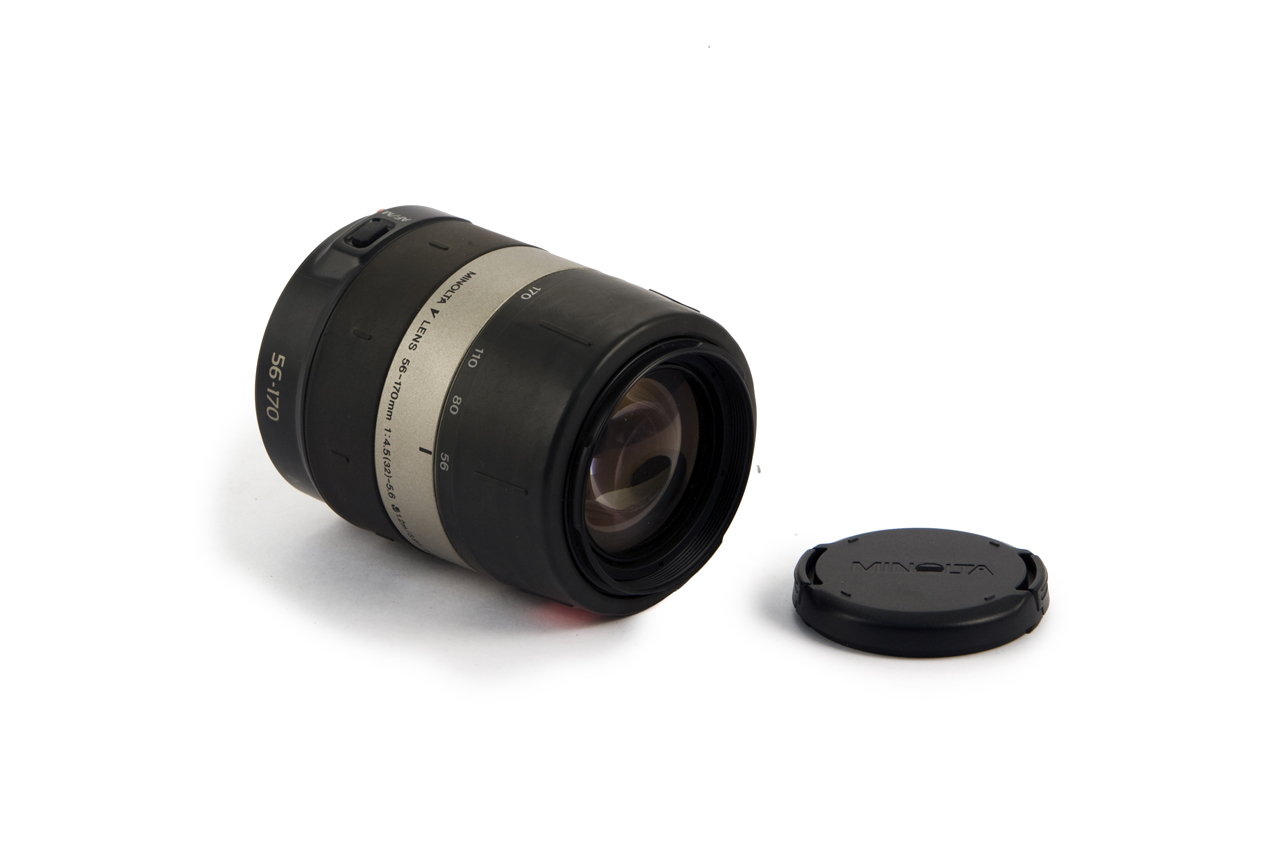
Minolta V 56-170mm f/4.5-5.6

### Zoom[11]
| Distància focal | Obertura | Focal equivalent en 35mm | Distància mínima d'enfoc | Diametre de filtre |
| --------------- | -------- | ------------------------ | ------------------------ | ------------------ |
| 22-80mm         | 4.0-5.6  | 28-100mm                 | 0.40m                    | 49mm               |
| 25-150mm        | 4.5-6.3  | 31-188mm                 | 0.80m                    | 55mm               |
| 28-56mm         | 4.0-5.6  | 35-70mm                  | 0.35m                    | 40.5mm             |
| 56-170mm        | 4.5-5.6  | 70-213mm                 | 1.20m                    | 46mm               |
| 80-240mm        | 4.5-5.6  | 100-300mm                | 1.20m                    | 46mm               |

## Adaptadors
El cercle d'imatge de les lents només il·lumina els formats APS i la distància focal de la brida de la montura V és de només 36mm, encara així el 2020, va sortir el "MonsterAdapter LA-VE1", el qual permet utilitzar lents de muntura V a càmeres amb muntura E, oferint control d'obertura, detecció de distància focal tant per a EXIF com per l'estabilitzador d'imatge, però només enfocament manual. El setembre 2022 va sortir al mercat una nova versió, el "MonsterAdapter LA-VE2", va aparèixer com a element finançat per col·lectius a Indiegogo i ofereix els avantatges del LA-VE1 més la característica addicional de l'enfocament automàtic. Aquest ultim és totalment compatible amb les càmeres Sony de montura E més noves i ofereix una compatibilitat limitada amb les més antigues.